# Settimana della moda di San Paolo
La settimana della moda di San Paolo (internazionalmente nota come la "São Paulo Fashion Week") è la più importante manifestazione a tema del Brasile e di tutta l'America Latina, e la quinta al mondo dopo quelle delle "grandi quattro": Parigi, Milano, New York e Londra.
Venne fondata nel 1996 da Paulo Borges, come evento aggregato della Biennale chiamato "Morumbi Fashion", da allora continuamente riproposta.